# Yves Niaré
Yves Niaré (ur. 20 lipca 1977 w Bourg-Saint-Maurice, zm. 5 grudnia 2012) – francuski lekkoatleta, kulomiot.
W 1994 zdobył złoty medal Gimnazjady (rzut dyskiem, Nikozja 1994). Trzeci zawodnik superligi pucharu Europy (Annecy 2008). Srebrny medalista Halowych Mistrzostw Europy w Lekkoatletyce (Turyn 2009), przegrał jedynie z Polakiem Tomaszem Majewskim. Trzeci zawodnik superligi drużynowych mistrzostw Europy (Bergen 2010). Wielokrotny medalista igrzysk frankofońskich.
23. zawodnik konkursu kulomiotów podczas igrzysk olimpijskich w Pekinie.
Wielokrotny mistrz i rekordzista kraju.
Testy antydopingowe przeprowadzone 1 marca 2003 wykazały u Francuza obecność niedozwolonego środka – pseudoefedryny. Niaré otrzymał karę trzymiesięcznej dyskwalifikacji (21 maja 2003 – 30 sierpnia 2003).
Syn malijskiego dyskobola – Namakoro Niaré.
5 grudnia 2012 zginął w wypadku samochodowym.

## Rekordy życiowe
- Pchnięcie kulą – 20,72 (2008) rekord Francji
- Pchnięcie kulą (hala) – 20,42 (2009) rekord Francji
- Rzut dyskiem – 63,44 (2007)